# Этнографический музей (Бургас)
Этнографическая экспозиция расположена в г.Бургос в доме Браколова, построенном в 1873 году адвокатом Дмитром Тодоровым Браколовым. Дом двухэтажный, симметричный. Этажи связаны внутренней витой деревянной лестницей, которая продолжается и по которой можно достичь веранды, расположенной над крышей.
В экспозиции развёрнуты две темы: «Домашние занятия и народные ткани» и «Традиционная народная одежда конца XIX — начала XX века».
На первом этаже представлено ткачество, просуществовавшее до конца XIX века в качестве основного женского домашнего труда. Экспозиция начинается от обработки и подготовки материалов растительного и животного происхождения, переходит к различным формам ткачества — плетению, полуткачеству и примитивному ткачеству и достигает ткачества на горизонтальном стане. Показаны приспособления для плетения специальных шнуров, используемых для украшения крестьянской одежды — гайтанов из Поморийского, Грудовского и Карнобатского краёв. Представлен станок для тканья поясов, так называемых попразов, используемых для товарных животных, сохранный единственно у болгар, живущих в горах Странджа. С полностью сохранным первоначальным видом он представляет собой действительный первообраз вертикального стана.
Функциональное разнообразие тканей представлено на первом и втором этажах. Показаны характерные для Странджи халишта, козинари и плысти, черги — разноцветные и натуральных тонов, ткани для домашнего быта и пользования, ткани для одежды.
Вторая тема «Традиционная народная одежда» представлена в 20 витринах. На территории округа обособлено несколько основных этнографических групп населения: рупцы, тронки, загорцы, горцы и фракийцы.
У всех групп сарафан является основным видом женской одежды. В его украшении, как и в украшении рубашек, отмечается большое разнообразие с различными вышитыми орнаментами, мотивами и расцветками.
Мужской костюм более однообразный, чем женский. Типичной является одежда чёрного цвета, богато украшенная темно-синим и чёрным галуном.
Показана и детская одежда — ткани, пелёнки, люльки, рубашки, занавески для люлек и т. д.
Центральное место в экспозиции занимает обрядовая одежда. Мужские, женские и детские обрядовые костюмы — коледаря, жениха и невесты. Экспонаты дополнены разнообразными металлическими украшениями и бусами.